# France au Concours Eurovision de la chanson 2004
La France a participé au Concours Eurovision de la chanson 2004 à Istanbul, en Turquie. C'est la 47e participation de la France au Concours Eurovision de la chanson.
Le pays est représenté par Jonatan Cerrada et la chanson À chaque pas, sélectionnés en interne par France 3. 

## Sélection
France 3 choisit l'artiste et la chanson en interne pour représenter la France au Concours Eurovision de la chanson 2004. 
La chanson initialement choisie pour Jonatan Cerrada était Pas le temps, mais c'est finalement À chaque pas que le chanteur décide d'interpréter pour représenter la France à l'Eurovision 2004.

## À l'Eurovision
En tant que membre du Big Four, la France est qualifiée d'office pour la finale, le 15 mai 2004.

### Points attribués par la France
| 12 points | Turquie              |
| 10 points | Serbie-et-Monténégro |
| 8 points  | Espagne              |
| 7 points  | Allemagne            |
| 6 points  | Grèce                |
| 5 points  | Chypre               |
| 4 points  | Autriche             |
| 3 points  | Suède                |
| 2 points  | Ukraine              |
| 1 point   | Albanie              |

### Points attribués à la France
| 12 points | 10 points          | 8 points | 7 points   | 6 points  |
| --------- | ------------------ | -------- | ---------- | --------- |
| - Monaco  | - Belgique         |          | - Andorre  |           |
| 5 points  | 4 points           | 3 points | 2 points   | 1 point   |
|           | - Espagne - Russie |          | - Portugal | - Albanie |

Jonatan Cerrada interprète À chaque pas en 4e position lors de la finale du concours suivant la Norvège et précédant la Serbie-et-Monténégro. Au terme du vote final, la France termine 15e sur 24 pays, obtenant 40 points, dont 12 de Monaco et 10 de la Belgique.